# Bart Selman
Bart Selman (geb. vor 1983) ist niederländisch-amerikanischer Informatiker.
Selman studierte Physik an der TU Delft mit dem Master-Abschluss 1983 und Informatik an der University of Toronto mit dem Master-Abschluss 1985 und der Promotion bei Hector Levesque 1991 (Tractable Default Reasoning). Er war an den ATT Laboratories und ist Professor an der Cornell University.
Er befasst sich mit Künstlicher Intelligenz, dem Zusammenhang von Komplexitätstheorie und statistischer Physik, Multiagentensystemen, Spieltheorie, dem SAT-Problem, Computational Sustainability (algorithmische Untersuchungen zur Nachhaltigkeit) und Kognitionswissenschaften.
Er ist Fellow der Association for the Advancement of Artificial Intelligence (AAAI), der Association for Computing Machinery und seit 2003 der American Association for the Advancement of Science. 2015 erhielt er den John McCarthy Award. 1999 bis 2000 war er Sloan Research Fellow.

## Schriften (Auswahl)
- mit David G. Mitchell, Hector Levesque: A new method of solving hard satisfiability problems, 25th Conference Artificial Intelligence, AAAI 1992, S. 440–446
- mit D. Mitchell, H. Levesque: Hard and easy distribution of SAT problems, 25th Conference Artificial Intelligence, AAAI 1992, S. 459–465
- mit Henry Kautz: Planning as Satisfiability, ECAI 92, S. 359–363
- mit H. Kautz, B. Cohen: Local search strategies for satisfiability testing, in: Cliques, Coloring and Satisfiability, Band 26, 1993, S. 521–532
- mit H. Kautz, B. Cohen: Noise strategies for improving local search, Conference Artificial Intelligence, AAAI 94, S. 337–343
- mit Scott Kirkpatrick: Critical behavior in the satisfiability of random boolean expressions, Science, Band 264, 1994, S. 1297–1300
- Stochastic Search and Phase Transitions: AI Meets Physics, IJCAI 1995
- mit H. Kautz: Pushing the envelope: Planning, propositional logic, and stochastic search, Proceedings of the National Conference on Artificial Intelligence, AAAI 1996, S. 1194–1201
- mit H. Kautz, M. Shah: The hidden web, AI Magazine, Band 18, 1997, S. 27
- mit H. Kautz, M. Shah: Referral Web: combining social networks and collaborative filtering, Communications of the ACM, Band 40, 1997, S. 63–65
- mit H. Kautz,  David McAllester: Ten Challenges in Propositional Reasoning and Search. IJCAI-97
- mit R. Monasson, R. Zeechina, Scott Kirkpatrick, L. Troyansky: Determining computational complexity from characteristic phase transitions, Nature, Band 400, 1999, S. 133
- mit H. Kautz: Unifying SAT-based and graph-based planning, IJCAI 99, S. 318–325
- mit Carla Gomes, Cesar Fernandez, Christian Bessiere: Statistical Regimes Across Constrainedness Regions, Proc. 10th Intl. Conf. on Principles and Practice of Constraint Programming (CP-04), Toronto, 2004.
- mit Wei Wei, Jordan Erenrich:  Towards Efficient Sampling: Exploiting Random Walk Strategies, Proc. AAAI-04. San Jose 2004.
- mit John Hopcroft, Brian Kulis, Omar Khan: Tracking evolving communities in large linked networks, Proc. National Academy, Band 101, 2004, S. 5249–5253.
- mit Ryan Williams, Carla Gomes: Backdoors To Typical Case Complexity, Proc. IJCAI-03 Acapulco, Mexico, 2003.
- mit  Cesar Fernandez, Ramon Bejar, Bhaskar Krishnamachari, Carla Gomes: Communication and computation in distributed CSP algorithms, In: V. Lesser, C. L. Ortiz, M. Tambe (Hrsg.), Distributed Sensor Networks, A Multiagent Perspective. Kluwer Academic Publishers, 2003.
- mit Ioannis A. Vetsikas: A principled study of the design tradeoffs for autonomous trading agents, Second International Joint Conference on Autonomous Agents and Multi-Agent Systems, Melbourne, 2003[1]
- mit Carla Gomes: Satisfied with Physics, Science, Band 297, 2002, S. 784–785.
- mit Wei Wei: Accelerating Random Walks, Proceedings of 8th International Conference on the Principles and Practice of Constraint Programming (CP-2002), 2002.
- mit Henry Kautz, Eric Horvitz, Yongshao Ruan, Carla Gomes:  Dynamic Restart Policies, Proceedings of the Eighteenth National Conference on Artificial Intelligence (AAAI-02) Edmonton, Alberta, Canada, 2002, S. 674–682.
- Model Counting: A New Strategy for Obtaining Good Bounds, Proceedings of the 21th National Conference on Artificial Intelligence, 2006
- mit Stefano Ermon, Jon Conrad, Carla P. Gomes: Playing games against nature: optimal policies for renewable resource allocation, Proceedings of the Twenty-Sixth Conference on Uncertainty in Artificial Intelligence (UAI 2010), Arxiv
- mit Raghuram Ramanujan, Ashish Sabharwal: On Adversarial Search Spaces and Sampling-Based Planning, Proceedings of the Twentieth International Conference on Automated Planning and Scheduling (ICAPS 2010)